# Malcolm Barrass
Malcolm Barrass (Blackpool, 15 de diciembre de 1924 - Blackpool, 5 de agosto de 2013) fue un futbolista inglés que jugaba en la demarcación de centrocampista.

## Biografía
Malcolm Barrass debutó como futbolista profesional en 1944 con el Bolton Wanderers FC a los 20 años de edad. Jugó en el club durante doce temporadas, en las que anotó 25 goles en 291 partidos jugados. Además, fue convocado por primera vez por la selección de fútbol de Inglaterra el 20 de octubre de 1951 cuando Inglaterra empató a 1-1 contra Wales. Además, durante su estancia en el club jugó la «Matthews FA Cup Final». Ya en 1956 dejó el club para fichar por el Sheffield United FC, jugando durante las dos temporadas siguientes. Al finalizar su contrato fue fichado por el Wigan Athletic FC el 1 de agosto de 1958, convirtiéndose además en jugador-entrenador del club, sustituyendo a Trevor Hitchen. Al finalizar el año fue traspasado al Nuneaton Town FC, y posteriormente al Pwllheli FC, donde finalizó su carrera en 1961.
Malcolm Barrass falleció el 5 de agosto de 2013 en Blackpool a los 88 años de edad.

## Clubes
| Club                | País       | Año         | Partidos | Goles |
| ------------------- | ---------- | ----------- | -------- | ----- |
| Bolton Wanderers FC | Inglaterra | 1944 - 1956 | 291      | 25    |
| Sheffield United FC | Inglaterra | 1956 - 1958 | 18       | 0     |
| Wigan Athletic FC   | Inglaterra | 1958 - 1959 | 20       | 5     |
| Nuneaton Town FC    | Inglaterra | 1959 - 1960 | ¿?       | ¿?    |
| Pwllheli FC         | Inglaterra | 1960 - 1961 | ¿?       | ¿?    |